# Регентовка
Регентовка (укр. Регентівка) — село на Украине, находится в Барском районе Винницкой области.
Код КОАТУУ — 0520285609. Население по переписи 2001 года составляет 193 человека. Почтовый индекс — 23026. Телефонный код — 4341.
Занимает площадь 0,456 км².

## Адрес местного совета
23026, Винницкая область, Барский р-н, с.Чемерисское